# Exocentrus specularis
Exocentrus specularis är en skalbaggsart som beskrevs av Holzschuh 1989. Exocentrus specularis ingår i släktet Exocentrus och familjen långhorningar.
Artens utbredningsområde är Nepal. Inga underarter finns listade i Catalogue of Life.